# Idner Faustino Lima Martins
Idner Faustina Lima Martins dit Idi est un joueur brésilien (de nationalité sportive portugaise) de volley-ball né le 19 décembre 1978 à Santa Maria (Rio Grande do Sul). Il mesure 1,94 m et joue réceptionneur-attaquant. Il est international portugais.

## Clubs
| Club                       | De        | À         |
| -------------------------- | --------- | --------- |
| Esmoriz Ginásio Clube      | 2001-2002 | 2003-2004 |
| Hypo Tirol Innsbrück       | 2004-2005 | 2004-2005 |
| Lupi Pallavolo Santa Croce | 2005-2006 | 2005-2006 |
| Istanbul BB                | sep 2006  | déc 2006  |
| Iraklis Salonique          | jan 2007  | mai 2007  |
| Prisma Volley Tarente      | sep 2007  | déc 2007  |
| VfB Friedrichshafen        | jan 2008  | 2009-2010 |
| ZAKSA Kędzierzyn-Koźle     | 2010-2011 | 2010-2011 |
| VfB Friedrichshafen        | 2011-2012 | 2012-2013 |
| VK Tioumen                 | 2013-2014 | ...       |

## Palmarès
- Coupe de la CEV
  - Finaliste : 2011
- Championnat de Pologne
  - Finaliste : 2011
- Championnat d'Allemagne (3)
  - Vainqueur : 2008, 2009, 2010
- Championnat de Grèce (1)
  - Vainqueur : 2007
- Coupe d'Allemagne (2)
  - Vainqueur : 2008, 2012
- Championnat d'Autriche (1)
  - Vainqueur : 2005
- Coupe d'Autriche (1)
  - Vainqueur : 2005
- Supercoupe de Grèce (1)
  - Vainqueur : 2007